# Phytoliriomyza arctica
Phytoliriomyza arctica (лат.) — вид двукрылых из семейства минирующих мух.

## Описание
Длина крыла у самцов 1,6-1,9 мм, у самок 1,9-2,2 мм. Глаза в коротких волосках, их высота в 2,6-3,8 больше высоты щёк. Лоб коричневатый, светло-жёлтый или жёлтый может быть только по бокам. Имеется одна нижняя и две верхние орбитальные щетинки. Орбитальные волоски наклонены внутрь. Глазковый бугорок тёмно-коричневый. Глазковые и заглазковые щетинки хорошо развиты. Затылок коричневый. Грудь тёмная, густо покрыта серым опылением, которое сзади может приобретать более медный оттенок. На среднеспинке имеется четыре пары дорсоцентральных щетинок, одна их них расположена перед поперечным швом. Акростихальные щетинки очень малочисленные, расположены двумя разрозненными рядами спереди, интраалярные щетинки также редуцированы. Край калиптера и волоски на нём коричневые. Брюшко коричневое или тёмно-коричневое, боковые края тергитов часто узко- или широкожёлтые, но иногда преимущественно жёлтые, с единственной дорсомедиальной полосой.

## Биология
Развивается на сложноцветных родов скерда, бородавник, золотарник, осот. Личинка минирует стебли кормовых растений.

## Распространение
Встречается в Северной Америке (США и Канада), Южной Америке (Бразилия, Чили) Гренландии, Европе, Иране, Южной Коре, островах Тайвань и Шри-Ланка.